# Forte de São João Batista de Esposende
O Forte de São João Baptista de Esposende também referido como Castelo de São João Baptista e Forte de Esposende, localiza-se na freguesia de Esposende, Marinhas e Gandra, cidade e município de Esposende, no distrito de Braga, em Portugal.
Forte de marinha, tinha originalmente a função de defender a foz do rio Cávado.

## História
Edificado entre 1699 e 1704, sob o reinado de Pedro II de Portugal (1667-1706), apresentava uma planta no formato estrelado irregular, com um baluarte em cada vértice, e respectiva guarita de planta hexagonal. Em seu terrapleno erguiam-se as edificações de serviço, com destaque para uma capela do século XVIII.
Com a implantação do farolim sofreu alguns cortes na sua estrutura, passando a apresentar planta retangular com apenas dois baluartes e respectiva guarita em cada um dos seus ângulos.
Integra no seu conjunto quatro edifícios de planta retangular e quadrangular, com coberturas de quatro águas, de um piso em 2019 em ruínas. 
No lado sudoeste ergue-se o farol, de torre cilíndrica em ferro, sobre uma base circular de cimento, com lanterna e varandim de serviço, pintado de vermelho. Adossado ao farol, encontra-se um edifício de planta retangular, de dois pisos pintado de amarelo, para os faroleiros.

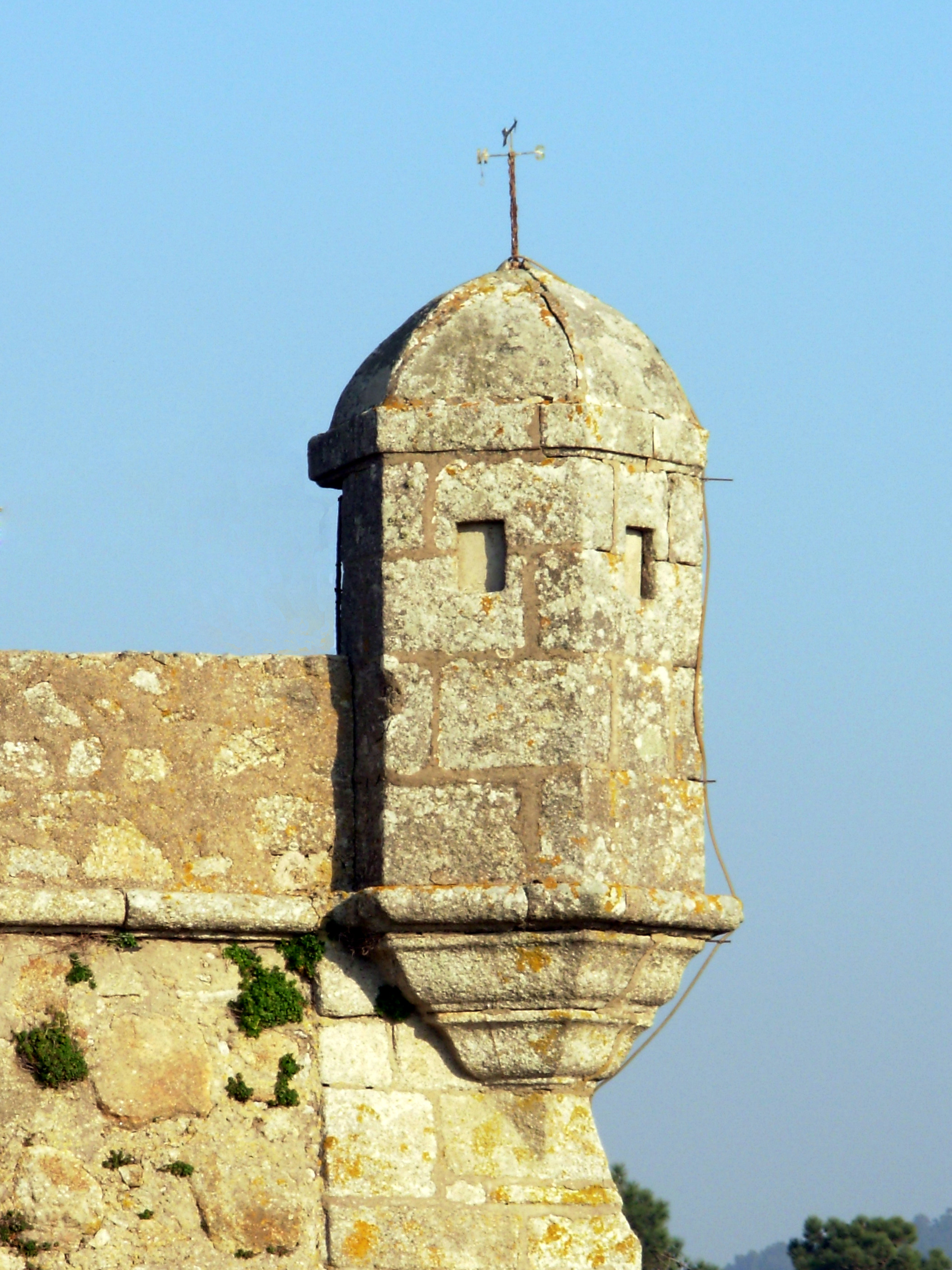
Forte de Esposende: guarita.

### Reabilitação
Em setembro de 2020, a Câmara Municipal de Esposende pagou ao Estado 204 mil euros pela cedência do forte, por um período de 50 anos. Além de trabalhos de limpeza, dois dos quatro edifícios outrora destinados a serviços de apoio ao Farol, criados e instalados na área do Forte, no século XX, foram intervencionados, permitindo o usufruto do espaço pelos cidadãos.  O contrato prevê o investimento de 1,5 milhões de euros na requalificação do imóvel.
Após a entrega do forte, ao Município de Esposende, foram efetuadas pequenas intervenções que permitiram organizar exposições e atividades culturais.
Em Março de 2022, a Câmara de Esposende lançou o concurso público para o projeto de reabilitação do forte, no valor aproximado de 260 mil euros, com o objeto de elaborar o projetos de arquitetura e de especialidades tendo por base os objetivos programáticos que visam a criação de condições para o uso de público, tendo como principal serviço a instalação do Centro Interpretativo do Litoral Norte.

## Classificação
Encontra-se classificado como Imóvel de Interesse Público desde 1982.